# Bovichtus diacanthus
Bovichtus diacanthus, también llamado pez klip de Tristán, es una especie de pez perteneciente a la familia Bovichtidae. Es endémica de dos pequeños archipiélagos aislados en el océano Atlántico sur.

## Taxonomía
El botánico escocés y oficial del ejército británico Dugald Carmichael describió por primera vez la especie en 1819 bajo el nombre de Callionymus diacanthus en Tristán de Acuña en el Atlántico Sur. El nombre específico diacanthus significa «dos espinas», una referencia a sus dos espinas duras, afiladas y con forma de aguja que se erigen cuando expanden su membrana branquial.
Cuando Achille Valenciennes describió el género Bovichtus en 1832 la única especie que clasificó dentro del nuevo género fue C. diacanthus, por lo tanto, es su especie tipo.

## Descripción
Al igual que todos sus congéneres, se caracteriza por tener una boca terminal, protráctil y con dientes en el hueso palatino. Presenta dos espinas robustas que apuntan hacia atrás en el opérculo. Tienen una sola línea lateral y la aleta dorsal anterior es espinosa y se ubica por encima del opérculo. Los radios blandos de la aleta dorsal posterior y de la aleta anal son delgados, los radios posteriores de la aleta anal son más gruesos y más largos que los radios frontales. La mayoría son de color moteado y sus membranas branquiales dirigen el agua que sale hacia arriba. Los radios inferiores no están ramificados en sus aletas pectorales, tienen una cutícula gruesa, se extienden un poco más allá de la membrana y tienen las puntas hacia arriba; los radios posteriores de la aleta anal también están estructurados de esta manera. Esta especie alcanza una longitud total máxima de 25 cm.

## Distribución y hábitat
Es endémico de Tristán de Acuña y la isla de Diego Álvarez en el sur del Océano Atlántico. Habita en pozas de marea cuya profundidad varía de 10 a 200 cm y en aguas costeras hasta profundidades de 20 metros.

## Biología
En sus primeras etapas de vida es de vida pelágica. Una vez que los alevines hayan alcanzado una longitud total de 5 a 6 cm estos se asientan y adoptan un estilo de vida bentónico. Su dieta se compone de invertebrados, principalmente crustáceos y gusanos. Esta especie desova en grupo aproximadamente a los 2 años y medio de edad, siendo la temporada de desove entre julio y agosto. Las hembras alcanzan la madurez sexual a más tardar a los 5 años, mientras que los machos la alcanzan a los cuatro años.